# Prince Williams
Prince Targbe Williams (Raleigh, Carolina del Norte, 22 de agosto de 1992) es un baloncestista estadounidense que actualmente se encuentra sin equipo. Con 1,96 metros de estatura, juega en la posición de base.

## Trayectoria deportiva

### Universidad
Jugó cuatro temporadas en los Pirates de la Universidad del Este de Carolina, en las que promedió 6,3 puntos, 2,4 rebotes y 2,5 asistencias por partido. En su última temporada fue designado como jugador más mejorado de la American Athletic Conference.

### Profesional
Tras no ser elegido en el Draft de la NBA de 2016, fichó por los Greensboro Swarm de la NBA D-League tras realizar una prueba. Jugó 24 partidos en los que promedió 3,0 puntos.
En septiembre de 2017 fichó por el Oberwart Gunners austriaco, pero fue cortado dos semanas más tarde tras no pasar el periodo de prueba y sin llegar a debutar en el equipo. En octubre fue elegido por los Texas Legends en la décima posición de la cuarta ronda del Draft de la NBA D-League, donde tras ser en un principio descartado, es finalmente readmitido, disputando 16 partidos en los que promedió 3,1 puntos y 1,1 rebotes.
En febrero de 2018, tras ser despedido por los Legends, fichó por los Iowa Wolves.